# Sjumansholmen

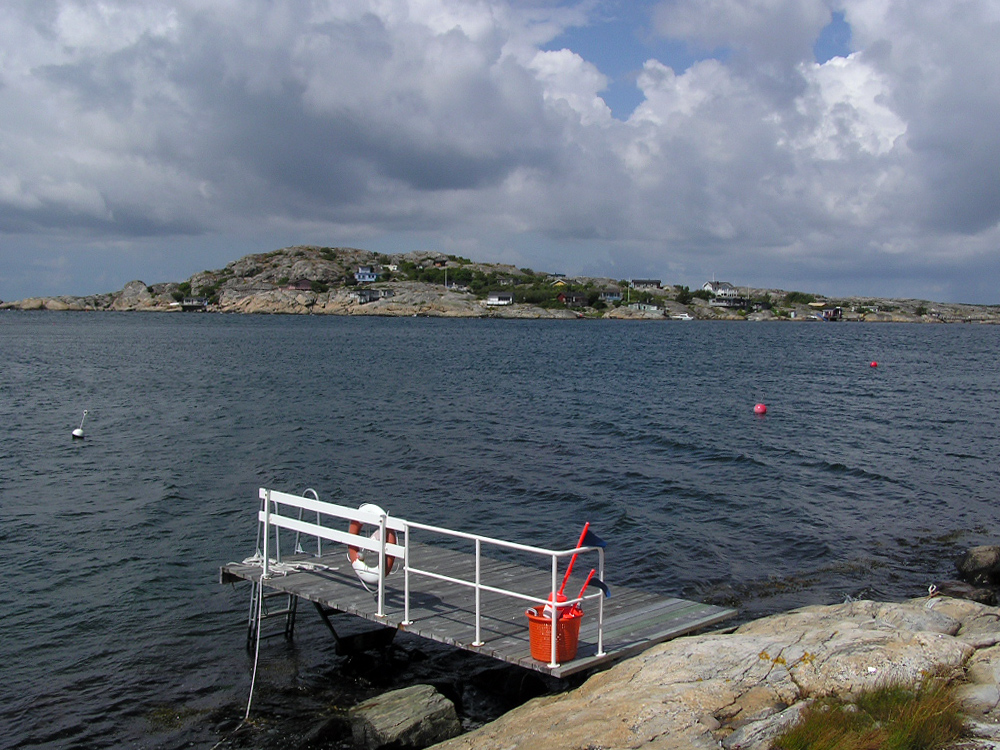
Sjumansholmen, von Kårholmen aus gesehen

Sjumansholmen ist eine Insel im südlichen Teil des Göteborger Schärengartens. Es handelt sich um dessen kleinste bebaute Insel. Sjumansholmen gehört zur Gemeinde Göteborg in der schwedischen Provinz Västra Götalands län. Die Insel ist mit etwa 30 Ferienhäusern bebaut, die nur im Sommer bewohnt sind.
Zwischen 1929 und 1935 organisierte die Kommunistische Partei Schwedens mit Unterstützung des Gewerkschaftsverbandes auf der Insel Zeltlager für ihre Kinderorganisation und ihre Bildungsarbeit. Im Jahre 1933 wurde dafür die Vereinigung Arbetarbarnens ö (Insel der Arbeiterkinder) gegründet. Nach dem Zweiten Weltkrieg wurden auf Sjumansholmen zunehmend feste Unterkünfte errichtet. Mit Beginn der 1950er Jahre erwarb ein Verein die Gebäude von der Arbeitervereinigung. Die Eigentümer der Ferienhäuser sind Mitglieder dieses Vereins und gemeinsam Pächter der Insel. Der Verein betreibt ein Gemeinschaftshaus, eine Sauna und einen Spielplatz. Wasser und Elektrizität erhält Sjumansholmen über Leitungen von der Insel Donsö. Seit den 1980er Jahren besteht eine regelmäßige Fährverbindung nach Saltholmen.

## Nachweise
1. Kahn, Anna; Härd Ingemar, Milton Karin, Sigdell Arne (1993). Arbetarna till havet!: en längtan. Göteborg: Tre böcker. ISBN 91-7029-114-4.
2. Göteborgs-Posten, 11. Oktober 2010: Idealen lever på den röda ön

Koordinaten: 57° 36′ N, 11° 46′ O